# Robbie Kay
Pour les articles homonymes, voir Kay.
Robert Andrew Kay, connu sous le nom de Robbie Kay, né le 13 septembre 1995 à Lymington, est un acteur britannique.
Il est connu pour ses rôles dans Fugitive Pieces (2007) et Pinocchio (2008), ainsi que dans Once Upon a Time et Heroes Reborn.

## Biographie
Robbie est né à Lymington, en Royaume-Uni, puis a déménagé très jeune à Bruxelles, en Belgique. En 2006, Robbie et sa famille ont déménagé à Prague, en République tchèque où il s'est présenté à l'École Internationale de Prague. Il a deux sœurs, Fiona et Camilla. Il habite actuellement[Quand ?] à Houston aux États-Unis.
La famille de Robbie a ensuite déménagé en République tchèque où il a trouvé une annonce sur un tableau d'affichage de l'école, proposant aux enfants anglophones d'être figurants dans un film. Malgré un manque d'expérience en tant qu'acteur, cela l'a conduit à faire une partie orale dans le film L'Illusionniste (The Illusionist), mais ces scènes ont été coupées du film. Après quelques petits rôles dans Hannibal Lecter : Les Origines du mal (film) et Mon fils Jack, une société de production canadienne lui a demandé de tenir le rôle du jeune Jacob dans Fugitive Pieces. Le tournage a duré 9 semaines, dont 3 sur des îles grecques.
Les réalisateurs de Fugitive Pieces avaient auditionné plus de cent cinquante garçons avant de trouver Robbie Kay, qui avait alors dix ans et vivait depuis deux ans à Prague. Il a passé un an à étudier, faire du théâtre, danser et chanter dans l'une des écoles de théâtre de la Grande-Bretagne. Il a ensuite joué dans une adaptation de Pinocchio, jouant lui-même la marionnette. Après avoir terminé Pinocchio, il a joué Sam dans Ways to Live Forever (film) fin 2010/2011 sur TBC. Il est apparu dans Pirates des Caraïbes : La Fontaine de jouvence, jouant le mousse du navire. Plus récemment, il a interprété Peter Pan dans les saisons 3, 5 et 7 de Once Upon a Time, puis Tommy dans Heroes Reborn, un humain évolué capable de se téléporter. Il a également joué dans la série Sleepy hollow. 
En 2018 Robbie a joué [réf. nécessaire] dans le film Cold Moon, dirigé par Griff Furst. Robbie y interprète le rôle de Ben Redfield.

## Filmographie

### Films
- 2007 : Hannibal Lecter : Les Origines du mal : Le fils de Kolnas
- 2007 : Mon fils Jack :  Arthur Relp
- 2007 : Fugitive Pieces : jeune Jacob
- 2008 : Pinocchio, un cœur de bois : Pinocchio
- 2008 : Bathory : Pals
- 2008 : Bons baisers de Bruges : Young Harry
- 2010 : Ways to Live Forever : Sam McQueen
- 2010 : We Want Sex Equality : le fils de Rita O'Grady
- 2011 : Pirates des Caraïbes : La Fontaine de jouvence : garçon de cabine
- 2015 : Flight 42 : Caporal Nigel Sheffield
- 2016 : Cold Moon : Ben Redfield
- 2018 : Blood Fest : Dax
- 2018 : No Postage Necessary : Stanley
- 2018 : Locating Silver Lake : Mack

### Séries télévisées
- 2013-2018 : Once Upon a Time (saison 3, 5 et 7) : Peter Pan
- 2015 : Heroes Reborn : Tommy Clark / Nathan Bennet
- 2017 : Sleepy hollow : Logan MacDonald
- 2017 : Grey's Anatomy (saison 13, épisode 14) : Chris
- 2018 : The Rookie : Le Flic de Los Angeles (saison 1, épisode 18) : Avocat Simon Parks Junior
- 2022 : 9-1-1 : (saison 6, épisode 8) : Erik